# Alle 4 del mattino, due uomini... due donne
Alle 4 del mattino, due uomini... due donne (Four in the Morning) è un film del 1965 diretto da Anthony Simmons.

## Riconoscimenti
- Vela d'Oro 1965 al Festival del cinema di Locarno